# Tradizioni del Cilento
Le tradizioni del Cilento sono il complesso di usi e costumi antichi della terra cilentana. Rientra in questa definizione un patrimonio folkloristico ricco di modi di dire, motti, proverbi, credenze popolari, canti e religiosità.

## Nascita
La nascita di un figlio maschio, che avrebbe ereditato la terra e la casa e avrebbe aiutato nei lavori più duri, era ritenuta una fortuna. La nascita di una figlia femmina veniva accolta con freddezza, perché la preoccupazione maggiore sarebbe stata quella di procurarle la rote (la dote) per il futuro matrimonio. I figli maschi venivano sempre trattati meglio delle figlie femmine.

### Gravidanza
La futura madre rispettava i dettami di alcune antiche credenze la cui trasgressione avrebbe potuto compromettere la gravidanza. Ad esempio, alla donna gravida era proibito scavalcare la corda dell'asino stesa per terra, ma doveva girarvi intorno, per non correre il rischio che il cordone ombelicale soffocasse il figlio che portava in grembo. Non doveva scavalcare alcun tipo di rettile o di anfibio, perché se avesse scavalcato un rospo, il figlio appena nato s'abbuttàva, cioè si sarebbe gonfiato; giunta al settimo mese non poteva piantare in casa alcun tipo di erba o di pianta, se non voleva che il figlio le morisse nel ventre. Le voglie, i vulìì erano frequenti durante la gravidanza e il marito cercava di soddisfarle in qualsiasi modo per evitare che la donna, toccandosi il corpo, imprimesse le sue voglie sul corpo del nascituro.

### Sesso del nascituro
Cercare di scoprire in anticipo il sesso del nascituro era un desiderio che veniva appagato bruciando un pezzo di carta: se questo bruciava per intero, sarebbe nata una femmina, se ne restava anche solo un pezzettino, sarebbe nato un maschio.
L'espediente più diffuso consisteva nel guardare semplicemente la pancia della gestante: Panza chiatta vole la zappa; panza appizzuta vole lo fuso. La pancia piatta faceva presagire la nascita di un maschietto, destinato al lavoro dei campi, mentre la pancia appuntita indicava la nascita di una bimba, destinata a filare. Oppure si contavano le “R” presenti nei nomi della coppia, si sommavano alle “R” presenti nel nome dei mesi in cui cadeva la gravidanza: se dal calcolo fosse uscito un numero pari, allora sarebbe nata una femminuccia, se dispari, un maschietto.

### Il parto

#### Modalità del parto
Il parto avveniva in casa: all'inizio delle doglie si chiamava subito la mammàna, la levatrice, che avrebbe aiutato la donna a partorire; se la mammàna non fosse arrivata il tempo, la suocera o la madre della partoriente le avrebbero dato una mano. L'importante è che non fossero presenti al momento del parto ragazze in età da marito, perché avrebbero tratto cattivi auspici per le maternità future. Si credeva inoltre che chi si fosse messo al fianco della partoriente avrebbe provato gli stessi dolori. Se il parto di una bambina avveniva durante la notte ed era stato molto laborioso, si diceva: Ha fatta 'a mala nuttata e 'a figlia femmena, ha trascorso una notte di dolore e per giunta ha avuto anche una figlia femmina, a sottolineare la “disgrazia” di non aver partorito un maschio.

#### Pratiche sul neonato
Appena nato, sul bambino venivano eseguite alcune pratiche: gli veniva passato un dito in bocca per rompergli la liatùra, legatura, per evitare che crescesse balbuziente; se nasceva una bambina, le si praticavano delle leggere pressioni sulle guance, perché le restassero le fossette, con una leggera pressione sul mento le veniva creata un'altra fossetta e si faceva in modo che l'ombelico restasse senza escrescenze.
Dopo il parto, la madre doveva subito battezzare il figlio. Per paura di una morte precoce la mammàna, o chi la sostituiva in quel momento, appena nato il bambino, pronunciava la sacra formula del Battesimo: “Io ti battezzo nel nome del Padre, del Figlio e dello Spirito Santo”. Il bimbo veniva, successivamente, portato in chiesa dal padrino e dalla madrina, cumpàri e cummàri.

#### La scelta del nome
Si conosceva già il nome del primo figlio: infatti, se fosse nato un maschio o una femmina, al primo figlio spettava il nome del nonno paterno o della nonna paterna. Al secondo figlio maschio o alla seconda figlia femmina spettavano i nomi dei nonni materni; i figli successivi puntellavano (rinominavano) i vari zii.

#### Purificazionepost-partum
La madre, intanto, era entrata nel periodo della “purificazione”: doveva restare per 40 giorni in casa, senza poter andare neppure in chiesa. Questo perché il parto, prova dell'atto sessuale, era considerato impuro e rendeva la donna indegna di partecipare alle pratiche religiose. La sua dieta era costituita da brodo di gallina e cipolle, accompagnato da bicchieri di vino, affinché il latte le venisse nutriente e abbondante. Se la mamma aveva poco latte, il piccolo veniva nutrito con latte di asina o con acqua di riso.

### Filastrocche e ninne nanne
Quando il bambino piangeva o doveva dormire, si inventavano numerose strofette e vere e proprie ninne nanne.
Questa veniva cantata, per esempio, per far addormentare il figlio maschio:
Nonna te rico e nonna te canto,
addurmìlo Spiritu Santo.
L'aggio curcàto e 'u suonno nu' bène,
viénilo addòrme Santa Lena.
Vieni suonno e vieni priésto,
vieni cu la Maronna e San Giuseppe.
Suonno, che fai ca nu' biéni?
Vieni a chidd'ora ca vinìsti a jèri.
Vieni a cavàddo a nu cavàaddo janco,
chiddo ca porta la spata a lu fianco;
Vieni a cavàddo a nu cavàddo russo,
chiddo ca porta la spata e lu cusso.
Questa veniva cantata per una bambina:
Nonna-nonna, nunnarèlla,
lu lupo se mangiào la picurèlla;
la picurella se mangiào lu lupo
e nénna mia l'aggio addurmùta.
Nonna-nonna, nunnarèlla
Vieni ca sta figlia è bella;
vieni ra la muntagna
ca vòle fa la nanna.
Nonna-nonna, nunnarèlla
Vieni ca sta figlia è bella;
vieni e nun tardàri,
ca se vòle addurmentàri.
Nonna-nonna, nunnarèlla,
lu lupo se mangiào la picurèlla;
la picurella se mangiào lu lupo
e nènna mia l'aggio addurmùta.
L'aggio addurmùta into a na vòcula r'oro:
è binuto pure Santo Nicola;
Santo Nicola mio mo' ca me l'hai rata,
fàmmila sta' bòna e no' malata.
Oppure per farlo divertire, lo si metteva a cavalcioni sulle ginocchia e si imitava il movimento di chi rema, tenendolo per le braccia:
Vòca vòca marinàro
Quant'è bello a ghiè pe mari:
San Giuseppe a lu timòne,
la Marònna mmiézo la navi.
Vòca vòca marinàro,
s'è scascàta la barchetta,
si so' persi li rinàri…
E vòca vòca marinàro!

### Giochi
I giochi erano vari ed esistevano i giochi per i grandi e i giochi per i piccoli.
Venivano praticati, di solito, nei giorni di festa, perché nel mondo contadino non c'era molto tempo da dedicare ai giochi. Erano calmi e ripetitivi, ispirati a simboli religiosi o ai cicli della natura.

#### Giochi per piccoli
Le conte, girotondi, erano diffuse tra le bambine. Una bambina diventava a' Rigina, la regina, attorno alla quale tutte le altre giravano mentre si tenevano per mano. È un gioco che riprende il concetto del “centro” come fonte di vita e del “circolo magico” come forza che protegge.
Le filastrocche, che venivano cantate in lunghe cantilene, rievocavano situazioni o elementi del mondo contadino; sono costruite accostando termini con uguale desinenza o frasi con lo stesso ritmo.
Vòcula e bòcula lu calamàio,
la Marònna mmiézzo lu mari;
Giésu Cristo a lu puntùni
E spannèmo lu maccatùri.
“Oh ma', nu' poco ri pane!”
“Oh ni', nu'nce ne staje!
Mò véne San Giuseppe
E ti porta li cunti belli”.
'U chicco e 'u cocco,
'u pane ca ricòtta;
'a ricòtta salàta,
'u cappellaccio arrecamàto.
Oppure:
Luna, luna e nu piatto re maccarùni:
si nce mitti lu caso,
i' te ròppo la rattacàso.
Oppure i bambini si divertivano ad inseguire le lucciole,(catacatàsce), e le attiravano con queste parole:
Catacatàscia, scinni abbàscio:
mo' te véo, mo' te scascio!
Per le bambine un altro gioco erano le bambole di stoffa, i pupe re pezza, costruite dalle nonne.
Còcchia e Sèpare, pari e dispari, l'antico par impar. Era il gioco dei bambini e delle donne, si svolgeva in due persone, l'una contro l'altra e la posta in gioco erano dei pinoli non sgusciati. Ciascuno dei giocatori mostrava all'altro un pugno chiuso contenente dei pinoli e gli diceva: “còcchia o sèpare?”; se l'avversario indovinava il numero pari o dispari dei pinoli li vinceva.
Erano tutti giochi che si svolgevano in squadre e che avevano come campo il centro abitato.
Il gioco della morte: un bambino con la mano aperta e il palmo rivolto in giù, cercava di afferrare l'indice della mano dei compagni. Bastava un minimo di agilità per non cadere nelle grinfie della morte. Le parole che venivano pronunciate erano:
A la lampa, a la lampa,
chi mòre e chi campa.
A la Nacca, a la Nacca,
male a chi nci ancàppo!

#### Giochi per grandi
Il gioco delle carte era un gioco molto diffuso. Il tressette, lo scopone, la briscola, la calabresella ecc. accompagnavano i giovani nelle serate invernali. Si giocava nella putèa, bottega, e la posta in gioco era, quasi sempre, un bicchiere di vino.
Giochi più dinamici erano:
'U Strùmmulo, lo strummolo, gioco con una trottola di legno, praticato durante Natale e a Carnevale. Consisteva nel colpire la trottola avversaria senza che la propria smettesse di ruotare. Per far ruotare lo strùmmulo vi erano tre modi: il tirafilaccio, che consisteva nel tenere la trottola a punta in giù e nell'eseguire un lancio tirando indietro lo spago con forza a livello del suolo; sottemàne, che consisteva nel tenere l'ultimo tratto dello spago tra l'anulare e il mignolo, tenendo la trottola in pugno e con la punta in basso; ncoppamàno era la maniera degli esperti e consisteva nel tenere la trottola in pugno con la punta in alto, con lo spago tra l'anulare e il mignolo, sicché quando si effettuava il lancio, bisognava far ruotare la mano sul polso per far cadere la trottola a punta in giù.
'U Casecavàddo, il caciocavallo, praticato durante la Quaresima. Bisognava dividersi in due squadre e lanciare a turno un caciocavallo, vero o di legno, e poi si sommavano i vari lanci. I lanci venivano eseguiti su una strada in terra battuta e i caciocavalli reggevano l'impatto con il terreno; spesso però, il caciocavallo si sbriciolava ed era diritto degli spettatori raccoglierne i pezzi e mangiarli. Per ovviare a questo inconveniente si costruirono dei caciocavalli di legno. La meta era l'ultima casa del villaggio e il premio sarebbe stato lo stesso caciocavallo, vero ovviamente.
Covalèra, nascondino a squadre. Consisteva nel trovare la squadra avversaria che si nascondeva nei boschi e nelle macchie, senza farsi scoprire dalla squadra successiva.
'U juoco ru parmo consisteva nel gettare contro un muro una moneta di metallo e nel farla avvicinare il più possibile a quella dell'avversario, almeno alla distanza in un parmo, palmo.
Juoco re Capa e Croce, l'antico navia aut capita, consisteva nel lanciare in aria una moneta e il giocatore dichiarava, precedentemente, se preferiva testa o croce; tutte le monete che in terra mostravano la figura voluta venivano vinte.

## Innamoramento e corteggiamento
I genitori esercitavano il diritto assoluto di decidere circa l'avvenire dei figli, soprattutto della femmina, ostacolandone qualsiasi iniziativa. Se al marito spettava di assicurare il sostegno economico, la moglie, oltre a badare alla faccende della casa, doveva anche impartire un'ottima educazione ai figli. La madre era ritenuta responsabile della condotta seria della figlia e qualora questa avesse intrapreso della strade sbagliate, sarebbe stata ritenuta sua complice. Il corteggiamento era ritenuto un tabù, qualcosa da evitare. Gli innamorati erano costretti a ricorrere a qualsiasi tipo di sotterfugio pur di vedersi. I pellegrinaggi, specie quello al santuario della Madonna di Novi Velia sul monte Gelbison, rappresentavano una tappa importante nella vita contadina, non solo per l'aspetto religioso: Maronna mia, sta grazia nci avìta fa. Il miracolo che la Madonna poteva compiere era quello di far trovare a tutte le ragazze un marito. Durante queste occasioni, che duravano in media due-tre giorni, si faceva vita comunitaria e avveniva la maggior parte degli innamoramenti. L'innamoramento, però, poteva nascere solo là dove non c'erano ostacoli creati dalla differenza sociale: un amante povero non poteva aspirare ad una donna di migliore condizione sociale. Anche la posizione geografica rappresentava un notevole ostacolo.
Gli abitanti delle pianure dicevano:
Gente re muntagna,
né p'amici né p'cumpagni.
Anche la scelta della compagna doveva essere oculata, affinché non fosse sciaurata, “sconsiderata”, e a lei spettava il compito di scegliere come marito un buon lavoratore, che non fosse un bazariota, uno “scapestrato” o uno scialacquatore.
Tutte li belle rònne so' purmése
Pi li mastràsci e li frarricatùri;
tutte li storte so' di li furgiàri
ca ne fano strangòglia-prièvati e maccarùni.
Molto importante per una ragazza era la dote, ròte. Arrivata all'età da marito tutte preparavano 'a biancheria, il corredo.
Gli incontri fra gli innamorati avvenivano alla fontana del paese, dove le ragazze si recavano per attingere l'acqua nelle ore pomeridiane. Spesso si svuotava il recipiente e, con il pretesto di andarlo a riempire di nuovo, la ragazza usciva, sperando di combinare un nuovo incontro con l'amato.
Un altro punto d'incontro era la chiesa. Durante le funzioni i ragazzi guardavano le ragazze che si voltavano per incrociare lo sguardo dei ragazzi. Solo a tarda sera, sotto la finestra dell'amata avveniva la dichiarazione d'amore.
L'innamorato, insieme ad alcuni amici, cantava la serenata:
E quante vòte me fai venire
sotto na finestrella a suspirare.
M'hai fatto cunzumare lu suspiro,
ma nun t'hai vuluto mai affacciare.
Te prèo, bella, affàcciange na vòta,
ti la vòglio sta pena cantare.
Se nun t'affacci, tu me fai murìre:
quanno so' muorto io, chi t'ha da rà l'Amore?
Dopo la dichiarazione d'amore, la ragazza si assicurava la sincerità dei sentimenti del ragazzo strofinando sul dorso della mano sinistra alcune foglie di èrva re l'amore, una sorta di ortica, e pronunciava questa formula:
Erva, èrva re l'amore
Si me vò bene sire o nòne:
si me vo' bene nce nasce na rosa
quanto l'aria ra Licosa;
si me vo' male sce nasce na mbolla
quanto nu cuoccio re saravòlla.
Il corteggiamento era un'impresa molto ardua per gli innamorati, dato che le occasioni d'incontro erano davvero poche. Era necessario che anche la madre venisse a conoscenza della notizia e desse il suo giudizio sul fidanzamento. Si desiderava che la nuora e la figlia fossero delle donne oneste e di stirpe nobile perché:
Re triste vite, nun piglià magliòla,
ca comme la mamma vène la figliòla.
Qualora tutti avessero approvato il fidanzamento, il ragazzo poteva allontanarsi da casa per cantare questa canzone sotto le finestre dell'amata:
Mamma, nù m'aspettà ca io nu' bengo,
cà me so' nnamurato a la campagna.
Me so' nnamurato re na nenna,
cientu rucati re raje la mamma.
Cientu rucati, na casa e na vigna,
n'aulevèto ncoppa a na muntagna.
Io nu' boglio né casa, né bigna,
io voglio cca a Nennella pè cumpagna.
Spesso accadeva, però, che l'amore fosse contrastato dai genitori. L'innamorato, che qui rappresenta anche il consolatore della ragazza, esprime la speranza che un giorno i genitori di lei acconsentiranno al loro amore.
Anima mia bella, nun t'avvilire,
chi al mondo nun c'è nun passa uai.
La gente toia nun bòle acconsentire?
Vène nu juorno ca s'hana accontentare!
Nun so' fatte re marmo ruro,
so' carni e ossa e s'hana rimollare.
Cu lu tuo pianto e cu li miei suspiri,
facìmo ruri sassi arrimullare.
Un'usanza antica prevedeva che il pretendente dovesse annoccare, ossia addobbare con nastri, un cìpparo di quercia, collocarlo di notte davanti alla porta della ragazza e nascondersi nelle vicinanze. Al mattino, dopo che il genitore di lei si svegliava e trovava davanti alla porta il cìpparo, chiedeva ad alta voce “Chi m'ha ngìppariato la figlia mia?”. A tale domanda, seguiva la risposta dell'innamorato: “Sono stato io”. Se il genitore avesse gradito, il giovane allora avrebbe detto “Resta bbona 'ngippariata figlia mia”, in caso contrario, rispondeva “Resta male 'ngippariata, vai via, non vedrai mai la sottana di mia figlia”. Dunque, il ragazzo era costretto a riprendersi il cipparo e ad andare via.
Il matrimonio rappresentava la massima realizzazione della donna, ma poteva anche capitare che lei rifiutasse il pretendente, provocando il risentimento dell'amante che, respinto, le dedicava questa canzone:
Aggiu saputo ca mo' ti mariti,
mai la viru sta santa jurnata!
Mai ti viru cu n'aniello a 'u rito,
mai ti viru appriesso 'u nnamurato.
Vène l'Annunziata e nun ti marìti,
Sant'Angelu pi ti si n'è scurdato.
Tannu, tu ronna, prinderai marito,
quando la cèrza carica granata!

### Le fatture
Si credeva nel potere della “fattura”, un incantesimo, che avrebbe fatto innamorare o morire la gente. Per questo è nata la canzone della donna fattucchiara, fattucchiera, che fa innamorare gli uomini:
Mammata m'ha chiamata fattucchiara:
ma io fatture nun ne saccio fare,
nun n'haggia fatto all'auti e manco a buie.
Ma se me ne vào a lu mastro a 'mbarare,
a lu ritorno ve la faccio una.
E se ve la faccio, ve la saccio fare,
ca ve ne faccio ire 'n pernesìa.
Si ricorreva generalmente a tre fatture: due per far innamorare una persona ed una per uccidere la rivale.
La fattura della mela: era necessario che la ragazza che voleva far innamorare di sé qualcuno dormisse per tre notti con una mela sul ventre e facesse in modo che l'altro ci desse un morso. Questa era la canzone dell'incantesimo della mela:
Lu milo ca me risti nun fu milo,
ca fu na fattura fatta 'n prova.
La prima muzzecàta ca nce rìa
Cchiù me nnamurai ancòra.
Bella si nun me sani io te risvèlo
ca i mièrrici hanno ritto ca i' mòro.
L'hai fatta na grande ferita,
rimmi ca m'ami se no me mòro!
La fattura della bevanda: era necessario versare qualche goccia del liquido vaginale nella bevanda dell'amato.
La fattura della pupa re pezza: era necessario procurarsi un fazzoletto o un vestito o un capello della persona contro cui era diretta la fattura, costruire un pupazzo di stoffa e con uno spillo pungerlo là dove si voleva colpire il nemico.

### La riappacificazione
Anche la riappacificazione era ritenuta un momento particolare, durante il quale gli innamorati si scambiavano un rametto d'ulivo, una scusa e uno sguardo:
Stàu nimico cu la bella mia,
nun sacico come fa' pe fa' la paci.
Vogliu saglie ngoppa a n'aulivo,
le vogliu fa' na parma 'ntrezzata.
Nce voglio mette la mia malincunìa,
e la vogliu fa benerèce ra lu Papa.
Po' la voglio purtari a la bella mia:
“Chesta è la parma se vuo' fa' la paci”.
Il momento più propizio per la riappacificazione era ritenuto il giorno della Domenica delle Palme, quando gli innamorati si scambiavano un rametto d'ulivo: questo era l'unico momento in cui la ragazza faceva la prima mossa, dando il rametto d'ulivo al giovane che le piaceva. Dopo la riappacificazione non restava altro che mandare una dichiarazione d'amore tramite terzi, l'ambasciata, per combinare il matrimonio.

## Il matrimonio
Nella maggior parte dei casi, i matrimoni erano già combinati dalle famiglie e, spesso, il desiderio della numenda non contava nulla. Era completamente inutile insistere qualora il ragazzo fosse appartenuto ad una famiglia povera e, peggio, se questi fosse stato considerato uno sfaticato. Il padre voleva evitare alla figlia una vita di stenti e di rinunce e voleva assicurarle il benessere materiale. Bisognava far sposare le figlie procedendo dalla maggiore alla minore, è ma ì ra prima a pprima. Dai matrimoni combinati la donna poteva risultare danneggiata, poiché andava in sposa ad uno sconosciuto con cui avrebbe dovuto trascorrere il resto dei suoi giorni, venendo spesso maltrattata. Da ciò il detto è scappata ra lo ffuoco ppe ghì inda i cravuni.

### Proposta di matrimonio
I genitori del giovane, se consenzienti, si recavano a casa della ragazza, per chiedere ai genitori di lei la mano della figlia a nome del figlio. Il padre del giovane chiedeva ai futuri consuoceri cosa avrebbero dato in dote alla figlia. Il padre di lei voleva sapere quanto sarebbe durato il fidanzamento. Se la dote era buona si combinava il matrimonio.
Il giovane doveva fare un regalo alla ragazza: un anello, degli orecchini, una spilla. La ragazza ricambiava regalandogli dei fazzoletti ricamati. Anche il padre del ragazzo portava in regalo alla ragazza un braccialetto, una cannacca (collana) o patentiffi (pendagli); il regalo di un oggetto con punte oppure religioso era di cattivo auspicio sia nel presente che nel futuro della coppia.
Da questo momento in poi i due potevano vedersi soltanto un giorno della settimana e alla presenza della madre di lei, non potevano darsi la mano e si rivolgevano la parola stando seduti lontano.

### Scelta della data
La tradizione vietava di sposarsi a maggio. Il detto antico diceva: A maggio se maritano i ciucci. Si sceglieva aprile o giugno, per un'antica tradizione che voleva questi mesi sacri a Venere e a Giunone. Non ci si sposava di martedì o di venerdì, perché giorni nefasti, infatti si diceva: Né di Venere né di Marte, nun se sposa e nun se parte!. La domenica era ritenuto il giorno più indicato.
Si credeva inoltre che sposarsi con la pioggia fosse di buon augurio, così come ricevere gli auguri per prima da una donna incinta.
Durante il fidanzamento la donna non doveva mai uscire da sola; poteva andare in chiesa la domenica mattina, ma insieme alla madre. Dopo un periodo più o meno lungo arrivava il giorno della promessa.
Spettava alla ragazza fissare la data delle nozze, regolandosi in base al “ciclo”, per non farsi trovare indisposta dal marito e scontentarlo.

### Preparativi
Le famiglie degli sposi, ciascuno per conto proprio, preparava la lista degli invitati. Le liste venivano poi affidate a persone di fiducia che provvedevano a 'mmità, invitare, verbalmente.
Otto giorni prima delle nozze la sposa restava in assoluto riposo e non poteva neanche toccare la scopa per rassettare casa. A lei spettava solo il compito di assistere e dirigere le operazioni.

#### Il corredo
Alla vigilia delle nozze si stimava il corredo, si apprezzava la roba. La futura sposa esponeva tutta la biancheria sul letto della madre: guanciali, lenzuola, camicie etc.. Arrivava una donna che apprezzava i capi uno per uno ad alta voce, mentre un uomo, lo scrivano, metteva tutto per iscritto. Si redigeva il capitolo o foglio o carta, in due copie, di tutti i capi d'arredo. Una copia restava a casa della sposa e una a casa dello sposo. La redazione dei capitoli aveva una sua finalità: se nei successivi dieci anni la sposa fosse morta senza lasciare eredi, il corredo tornava di diritto a casa della sposa. Dopo i dieci anni restava a casa del marito.
La cerimonia avveniva alla presenza di molti invitati e dopo l'apprezzatura ra rote venivano distribuiti a tutti dolcetti di pan di spagna. La dote veniva riposta, cunzata, dentro canestri e portata a casa dello sposo. Erano le amiche della sposa, circa venti-trenta, a fare la sfilata una dietro l'altra e, una volta giunte, preparavano il letto matrimoniale. Il corredo di una ragazza costituiva un grave onere per i genitori e per sottolineare il grave sacrificio che fanno le madri per dotare la figlia del corredo si diceva che erano pronte a mangiare la menestra senza olio, pur di procurare un lenzuolo.
Il corredo era formato da:
12 lenzola re coppa (lenzuola di sopra), di tela re panno (tela di panno), dei quali 6 di lino e 6 di misto lino. Tutte ricamate dalla sposa
12 lenzola re sotto (lenzuola di sotto) di tela di panno di lino, di misto lino, di canapa, di cotone
1 lenzulo re coppa (lenzuolo di sopra) di finissimo lino
50 facci re cuscino (federe) di tela di panno di lino
12 chiche o smierzi, tramiezzi (false pieghe) di panno di lino, ricamate con le iniziali del nome e con la scritta “Buon riposo” o “Buon sonno”
24 tuvaglielle (tovagliette copricuscino) di tela di panno di lino. Si ponevano sui cuscini perché nelle ore diurne non apparissero sgualciti
1 cuperta (coperta)
1 cuperta re telaro (lavorata a telaio), pesante
1 cotra o cotera o cuperta mbuttita o trapunta
1 cuperta re puntina (coperta all'uncinetto)
2 cuperte re seta o cupertini
4 cuperte re cuttone o cupertini
1 cuperta re velluto
50-60 tuvaglielle re tela re panno (asciugamani)
4 pusate re tavula (servizio da tavola)
30 cammise (cammicie)
2 o 3 suttanini (sottovesta) che si usavano di giorno
30 mutande lunghe al di sotto del ginocchio
2 materassi di lana
4 cuscini di lana.
La tela di panno veniva lavorata con telaio a mano.

### Obblighi
Lo sposo aveva l'obbligo di donare alla sposa l'abito nuziale, il secondo vestito e le scarpe intonate ai due abiti. Alla suocera e alle cognate doveva far pervenire un vestito nuovo, al suocero e ai cognati una camicia. Doveva preoccuparsi delle spese dei festeggiamenti, tranne che la cerimonia si svolgesse a casa della sposa.
Alla sposa spettava l'obbligo di arredare la stanza da letto con armadio, comodino e letto matrimoniale; lo sposo doveva arredare la stanza da pranzo e la cucina.

### Cerimonia nuziale
Prima di lasciare la casa natia e recarsi in chiesa, la giovane promessa sposa doveva chiedere perdono ai genitori per eventuali dispiaceri che avesse procurato. Prima salutava il padre, s'inchinava e gli baciava la mano, lo ringraziava per averla messa al mondo. Il padre le poggiava la mano sulla testa e la benediceva. La madre, in disparte, piangeva, perché ad accompagnarla in chiesa sarebbe stato il padre e la madre sarebbe rimasta a casa. Al momento di lasciare la casa paterna salutava tutti con il canto:
È giunta l'ora re lu mio partire,
me voglio accumenzà a licenziare.
Ca mi licenzio ra li miei vicini,
si so' stata superba a lu parlare.
Poi mi licenzio ra i frati cucini;
poi mi licenzio ra i frati carnali.
Poi mi licenzio ra mamma e tata:
loro mi benericino e me ne vao!
La sposa arrivava davanti alla chiesa col padre seguita dallo sposo.
La fede nuziale era portata dal compare d'anello che diventava anche il padrino del primo figlio.
Per la prima volta, sull'altare, gli sposi si potevano dare la mano.
Gli sposi trovavano ad attenderli all'uscita delle chiesa riso, mandorle e soldi. Riso e soldi come augurio di abbondanza e ricchezza; confetti e mandorle rappresentavano la nuova condizione dello sposo che non poteva più fare con gli amici il gioco delle noci. Poi la sposa si recava a casa dei nuovi parenti acquisiti con il matrimonio e li salutava:
In prima arrivata saluto la casa,
po' saluto chi nce la mantène.
Poi saluto la mamma e lu patre,
escluso Ninno mio ra tanta pene.
Poi saluto le meie cainàte:
speso a Dio di vulerci bene.
Poi saluto lu mio caro amato,
ca sopra a l'uocchi suoi cara me tène!
In alcuni paesi era la suocera che riceveva la sposa e le diceva:
“Nòra mia, puozzi esse doce, mamma mia, ancora cchiù doce”
E la nuora rispondeva:
“Ancora cchiù doce, mamma mia, ancora cchiù doce”.
Durante il pranzo nuziale gli amici auguravano agli sposi la felicità che consisteva nell'avere un figlio e nell'assenza del dolore:
Nobili sposi, a voi ricolgo il canto,
vi vengo a dare il meritato onore.
Voi siete degni di sublime avanto,
di bellezza e di amor voi siete il fiore.
Tenga il Ciel da voi lontano il pianto,
renda felici i vostri giorni e ore!
Dopo nove mesi un figlio a lato:
Dio gli mandi sapienza infinita e amore!
Poi c'era l'augurio allo sposo per la bella scelta, contenente un inno alla bellezza della donna:
Nun è ricco chi ha ciento rucati
Nun è ricco chi tesor si sogna.
Nun è ricco Re cu i suoi surdati.
Nun è ricco il mar c'ha tanta onne.
Nun è ricco il Papa ‘ncurunato.
Nun è ricca la Chiesa Culonna.
Sulo si può chiama ricco e beato:
chi rice ca se òre sta bella ronna.
Seguivano altri canti, inni alla bellezza della sposa, inviti ad amare la sposa, inni alla vita matrimoniale etc..
Nel frattempo venivano portati sulla tavola i cavatielli, fusilli, con il ragù, la carne arrostita sulla brace, prosciutto, soppressate, 'a pezza re furmaggio, formaggio di capra o di pecora, e abbondante vino. Poi iniziavano i balli al suono di tarantelle che duravano per otto sere, fino alla domenica successiva. Alla fine la sposa salutava i commensali:
Manno la buonasera a tutte e tutti,
a Ninno mio la manno ra parte.
Nu ramusciello carico re frutti,
tutto 'mbastato re zuccaro e latte.
Miro lu Cielo ca criào lu frutto,
ma mamma toa ca te rìa lu latte.
Ca l'aggio girato lu munno tutto,
ma belli come a buie a nisciuna parte!
Seguiva il canto dello sposo, che conteneva le lodi della sposa:
Quanno nascisti tu, fior di bellezza,
màmmata parturìa senza rulòre.
Ca nascisti cu tanta contentezza,
nce nascisti nu juorno re lavoro.
La luna te runào la sua bellezza,
na rosa carmusìna 'l suo culore.
Chesto te rico a te, fior di bellezza:
portami affetto ca te porto amore.
La festa era finita e i due sposi si preparavano ad affrontare la prima notte di nozze.

## La morte
La morte veniva vissuta con un profondo senso di mistero misto a terrore, come mostra la seguente filastrocca:
“Quanno la Morte jìa camminanno,
cu na ronga mmano jìa ronganno:
le scuntào nu giovane cu tanto valore:
Giovane mio cu mico ha rà venì!”
Lu giovane tristo e scunsulato:
“cara Morte, làssame in pace!
Tengo ruie belli frati,
pigliatìnne a uno e lassa a mi.
Ancora tengo ruie belli figli,
pigliatìnne a uno e lassa a mi!”
La Morte rispose:
“nu' boglio nì tu figli, nì tu frati,
a ti, ca a lu libbro mio stati”.
Lu giuvane risse:
“n'auta tòrre io me fazzo fari,
ra tanta 'uardie me fazzo 'uardare”.
La Morte le responne:
“io me fecco pe' sotto la lèsena ra porta,
te rào ncapo e te fazzo muorto”.
E accussì fune; ncapo a tre juorni
lu giovane carètte malato:
jètte la Morte e s'assettào a lu lato”.
Ogni sera si invocava la protezione dei santi:
“A capu a lu liettu meu,
nci staje Signuri Deu.
A lu latu nci staje la Nunziata.
A li pieri nci staje l'Angelu Gabriele.
A la porta nci staje l'Angelu Nostru.
A la via nci staje la Virgine Maria.
Aiutatimi st'anima mia,
finu a lu puntu re la morti mia”.
Come alla nascita la prima cura che veniva data al bambino era quella dell'anima, battezzandolo, così nella morte l'ultima cura che veniva data al defunto era dedicata allo spirito. I familiari aprivano un'imposta, cosicché l'anima potesse volare liberamente verso il cielo.

### La salma
In seguito si preparava la salma, che indossava l'abito migliore, scarpe nuove e camicia perfettamente stirata. Era necessario che la salma non portasse oggetti metallici, quindi venivano tolti orecchini, anelli e anche il ferro delle coroncine del rosario che si avvolgeva attorno alle mani del defunto.
Le donne sposate indossavano il sino, il grembiule; agli uomini si metteva il cappello nero e ai ragazzi il berretto. Qualora qualcuno si fosse dimenticato di introdurre nella bara questi tre capi d'abbigliamento, si credeva che il defunto sarebbe apparso ai familiari e agli amici per richiederli. Talvolta accadeva che in sogno il defunto facesse il nome della persona che doveva portarglielo e, fatalmente, avveniva che la persona prescelta, entro breve tempo, raggiungesse l'aldilà.
La campana del paese, appena avvenuto il decesso, si faceva suonare a morte. Due colpi separati seguivano i trentadue continuati, se il
defunto fosse stata una donna; tre colpi se fosse stato un uomo.

### La camera ardente
La camera ardente del defunto veniva preparata dai familiari con l'aiuto dei vicini o degli amici. In tempi molto antichi, la salma veniva collocata su di un tavolo; successivamente, venne esposta adagiata sul letto; infine, nella bara aperta. Parenti e amici si recavano a casa del defunto per portare l'ultimo saluto; le donne recitavano il rosario e gigli, garofani, margherite e rose venivano deposte accanto alla salma. Il defunto restava in casa ventiquattro ore, oppure due notti se fosse morto durante la notte o nelle ore serali.

### Il trasporto
Il trasporto funebre poteva avvenire in modi diversi: in epoca antica il defunto veniva adagiato su di un asse, con il volto coperto da un velo nero e portato a spalle o a braccia; altrimenti poteva essere trasportato in una bara, a braccia, con il volto coperto da un velo nero. Seguiva una donna con il coperchio della bara; infine, la bara veniva chiusa e trasportata a braccia. Le esequie si svolgevano per le vie principali del paese fino alla chiesa, dove il prete celebrava una messa in suffragio dell'anima.

### Modalità del lutto
Negli otto giorni dopo la morte di un congiunto, i familiari restavano in casa e parenti e amici provvedevano al pasto.
Nei tre anni successivi era proibito cucinare a casa pasta, carne o pesce, sia nei giorni di lavoro, sia in quelli festivi; qualora parenti o amici avessero portato ai familiari del defunto determinati cibi, era concesso mangiarli.
Le donne vestivano completamente di nero, mentre gli uomini mettevano una fascia di lutto al braccio.
Alla morte della madre o del padre, i figli, i generi e le nuore portavano il lutto da tre a cinque anni; alla morte della moglie o del marito, il lutto veniva portato da cinque a sette anni; alla morte di un figlio, i genitori portavano il lutto almeno per cinque anni; alla morte di un fratello o di una sorella, il lutto veniva portato per tre anni. Durante il lutto era proibito partecipare a feste o a liete ricorrenze; se nella famiglia del defunto fosse stato già programmato un matrimonio, esso non poteva avvenire prima dei sei mesi o di un anno dal decesso. Le vedove e i vedovi che si risposavano toglievano totalmente il lutto. Il matrimonio di un vedovo o di una vedova, vèrula o vìrulo, veniva considerato come qualcosa di anormale, mentre le vedove che per tutta la vita non toglievano il lutto venivano particolarmente apprezzate e ammirate per l'amore e la fedeltà allo scomparso. Se fosse nato un figlio postumo del morto, nel volgere di nove mesi, se era maschio prendeva il nome del padre e se femmina lo stesso nome rivolto al femminile.